# Б

Б: 1. Majuskuła, 2. Minuskuła w rosyjskim i bułgarskim, 3. Minuskuła w serbskim i macedońskim

Be (duża litera: Б, mała litera: б, nazwa cyrylicka: бэ) – druga litera podstawowej cyrylicy.

## Historia
Zarówno litery cyrylicy be i we (Вв) pochodzą z greckiej litery beta (Ββ).
We wczesnej cyrylicy nazwą litery be było buki (бѹкы lub буки).

## Formy
W alfabetach bułgarskim, serbskim i macedońskim mała litera be (б) ma inną formę używaną w druku. Podobieństwo liter wynika ze zmian dużej (B) i małej (b) litery b na których się wzorowano przy tworzeniu w scrinballu litery be.
Za pomocą internetowych kodów <span lang="sr">б</span> i
<span lang="ru">б</span> można utworzyć dwie różne wersje be. W systemie unikodu nie występują różnice w literze bez wsparcia OpenType LOCL. Programy takie jak Firefox, LibreOffice (obecnie znane pod nazwą Linux), a także kilka innych, zapewniają wymagane wsparcie OpenType. Począwszy od CSS 3, autorzy stron internetowych mają również używać kodu font-funkcja-settings: "LOCL ';. Różne wersje litery be można uzyskać dzięki użyciu czcionek takich jak GNU FreeFont, DejaVu, Ubuntu.

## Zastosowanie
W języku rosyjskim i bułgarskim, be na ogół przypisywana jest spółgłoskę zwartą dwuwargową dźwięczną /b/ lub /p/ na końcu wyrazu lub przed bezdźwięcznymi spółgłoskami oraz w połączeniu z literą и, і, ј, я, ю, є, е, ё oraz inną samogłoską głosce [bj] (биа, бя, бе, бє, бю, био, бё, бја, бје, бјо, бју).
a przed zmiękczającymi samogłoskami reprezentuje /b/. W piśmie macedońskim reprezentuje dźwięk /b/, ale jeśli be jest ostatnią literą słowa to jest wymawiana jako /p/ np. w słowie леб /lɛp/ które oznacza chleb.
W języku maryjskim może reprezentować /b/ lub spółgłoskę szczelinową dwuwargową dźwięczną /β/.
W cyrylickim systemie liczbowym, be nie ma wartości liczbowej, ponieważ litera we odziedziczyła wartość liczbową bety.

## Kodowanie
| Znak                   | Б                          | Б                          | б                        | б                        |
| ---------------------- | -------------------------- | -------------------------- | ------------------------ | ------------------------ |
| Nazwa w Unikodzie      | Cyrillic Capital Letter Be | Cyrillic Capital Letter Be | Cyrillic Small Letter Be | Cyrillic Small Letter Be |
| Kodowanie              | dziesiątkowo               | szesnastkowo               | dziesiątkowo             | szesnastkowo             |
| Unicode                | 1041                       | U+0411                     | 1073                     | U+0431                   |
| UTF-8                  | 208 145                    | d0 91                      | 208 177                  | d0 b1                    |
| Odwołania znakowe SGML | &#1041;                    | &#x0411;                   | &#1073;                  | &#x0431;                 |
| Mac Cyrillic           | 129                        | 81                         | 225                      | E1                       |
| ISO 8859-5             | 177                        | B1                         | 209                      | D1                       |
| Windows-1251           | 193                        | C1                         | 225                      | E1                       |
| CP 855                 | 163                        | A3                         | 162                      | A2                       |
| KOI8-R i KOI8-U        | 226                        | E2                         | 194                      | C2                       |